# 시선에 대하여
《시선에 대하여》는 1989년 1월 8일에 방영되었던 MBC 베스트셀러극장이다.

## 줄거리
출퇴근길에 맹인 사내 자주 목격
주인공은 출퇴근 길에 어린딸을 무릎에 앉히고 동냥을 하는 맹인 사내를 자주 목격하게 된다.
주인공은 어느날 그 맹인에게 어린딸을 놓아주고 구태여 처연한 모습을 보이지 말라고 말을 한다.
그러나 맹인 사내는 처참하게 보일수록 상대방에게 우월감을 만족시켜준다면서 특유한 동냥 이론을 펼치게 되는데...

## 출연
- 이희도
- 정진
- 김을동
- 김벌래
- 박용수
- 이상숙
- 이재용
- 금빛나
- 남성우
- 반효진
- 이현애
- 손지혜
- 장하예라
- 최정화